# ベンヴェヌート・チェッリーニ (オペラ)
『ベンヴェヌート・チェッリーニ』（Benvenuto Cellini）作品23、H.76は、エクトル・ベルリオーズが作曲した2幕から構成されるオペラである。『ベンヴェヌート・チェルリーニ』とも表記される。日本では序曲のみ演奏されることが多いが、世界的には2003年のベルリオーズの生誕200年を契機に徐々に全曲での上演が増加してきている。
イタリアのルネサンス期を代表する彫刻家ベンヴェヌート・チェッリーニを主人公としている。

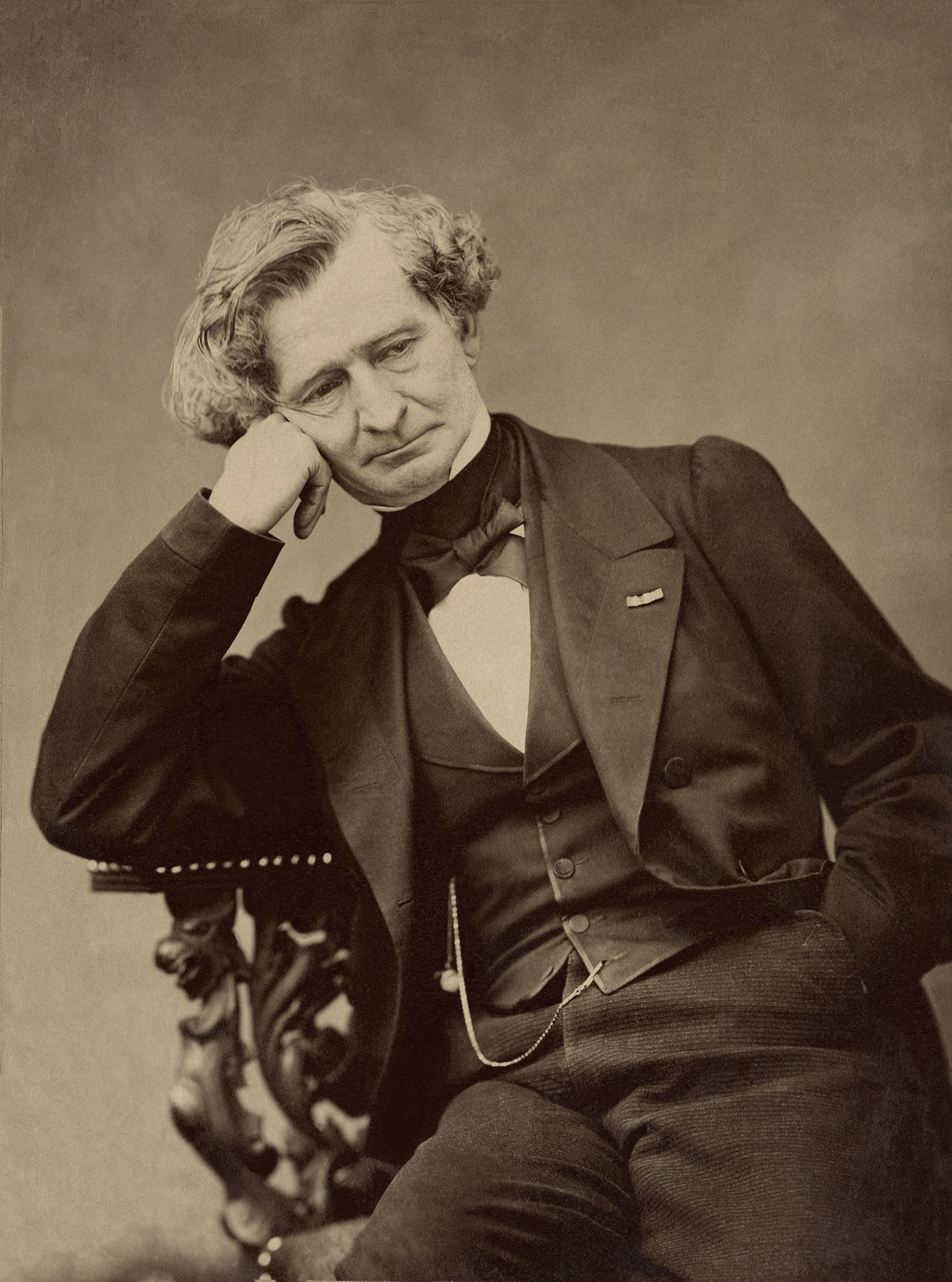
ピエール・プティ撮影

## 概要

### 作曲の経緯と初演

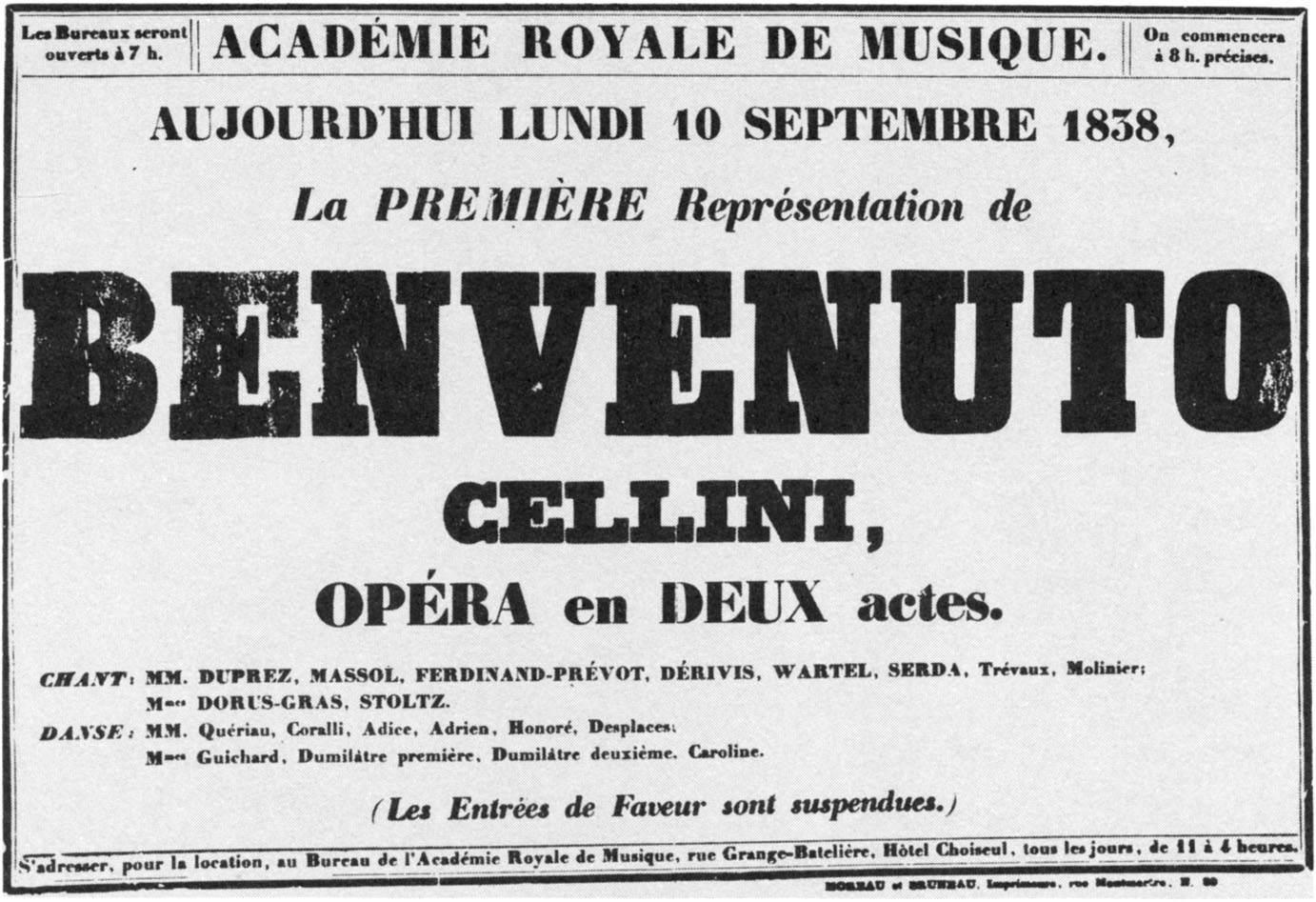
初演時のポスター

彫刻家ベンヴェヌート・チェッリーニの生涯に心を打たれ、感動したベルリオーズは、1834年の5月頃からオーギュスト・バルビエ、レオン・ド・ヴェイリー、アルフレッド・ド・ヴィニー、エミール・デジャンら台本作家たちと共に、チェッリーニを主人公としたオペラ・コミックを構想する。同年8月末に台本は完成し、その直後に作曲に着手する。1836年10月に草稿が完成し、翌1837年にオーケストレーションを施す。序曲はその後に作曲された。作曲に2年を費やしたが、1838年9月に全曲が完成する。そして同年9月10日にパリのオペラ座で初演したが、散々な不評に終わったという。

失敗の原因は、グランド・オペラのスタイルを期待する聴衆の当時の嗜好に合っていなかったことや、台本が当時流行っていたオペラ・コミック向きでもなかったこと、当時の音楽界でベルリオーズが手厳しい音楽批評を書き続け、業界関係者から著しい反感を持たれていたことも大きな原因であった。ベルリオーズはオペラ座の管理者たちと良好な関係を築き上げていなかったので、初演までの運営が上手く行くとは到底思われなかった。また、作品が時代を大きく超越していたため、聴衆に理解を求めるのは容易では無かったものと見られる。ベルリオーズは聴衆のレベルや好みに合わせて作曲するような顧客志向の作曲家ではなかった。どんな分野でも才能を高く評価される芸術家が生前このような悲劇に見舞われることは珍しくない。ベルリオーズは『回想録』の中で以下のように述べている。
「私はベンヴェヌート・チェッリーニの生涯の幾つかのエピソードに非常に心を打たれた。私はこれが歌劇のためのドラマティックな題材として、興味あるものを提供してくれると考えたが、これが不幸の原因だった」
また、次のようにも述べている。
「私がオペラ座でかくの如く拷問にかけられて以来、すでに14年がたった。私はもう一度、この不幸なオペラの総譜を入念に、冷静に且つ公平を心掛けて読み返してみた。だが、楽想の変化の豊かさ、精彩のある情熱、その音楽的色彩の輝きを認めざるを得ないのです。それは恐らく今後の私の作品にも例がないであろうと思うほどであり、この作品がもっと良い運命を辿るべき価値があるということを思わざるを得ないのです」

## 音楽

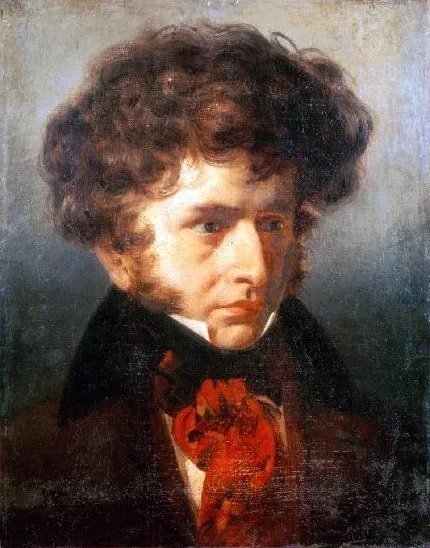
エミール・シニョル(Émile Signol)による若きベルリオーズ, （1832

『ベルリオーズとその時代』を著したヴォルフガング・デームリングによると、「『ベンヴェヌート･チェッリーニ』はオペラというジャンルの一切の規範を大胆に踏み越えている」。「極めて高度な技巧を駆使して、大いなる表現の可能性を秘めたとびきり生きのいいアンサンブルを聴かせる曲は、いちいち数えていたら切りがないほどである。第一幕のフィナーレの重層的な構造はまさにベルリオーズの独壇場といってよい」。「この懺悔火曜日の壮大なシーンはリストの言葉を借りれば、－中略－《乱痴気騒ぎや復讐に我を忘れて行くうちに声が声にかき消されてしまう空前のシーンであり》、《劇音楽がこれまでに提示し得た、どんな感動的な大場面も凌駕している》」。さらに「『ベンヴェヌート･チェッリーニ』の音楽の技巧は精緻を極めている。実際、19世紀の前半に書かれたスコアにはこれほどものは見当たらない。－中略－『ベンヴェヌート･チェッリーニ』はオペラというジャンルを批判し、伝統に胡坐をかいた古い芸術に対して新しい芸術を熱っぽく主張した、革命的で、しかも建設的な作品である」と説明している。また、『オペラ史』を著したD.J. グラウトは「オベール風のがっちりしたオペラ・コミックであるが、音楽的なスタイルは一層変化に富み、さらに独創的な手法を見せ、序曲はベルリオーズの短い器楽曲中では最高の名作のひとつである」と語る。緊迫した生命感と燃え上がるような管弦楽と合唱の書法に満ちた『ベンヴェヌート･チェリーニ』は、フランスが生んだ数少ない真のロマン派オペラのひとつに数えられるものである。ベルリオーズ自身が伝統に縛らわれないフィレンツェの天才彫刻家と一心同体になっている。

## 原作と台本

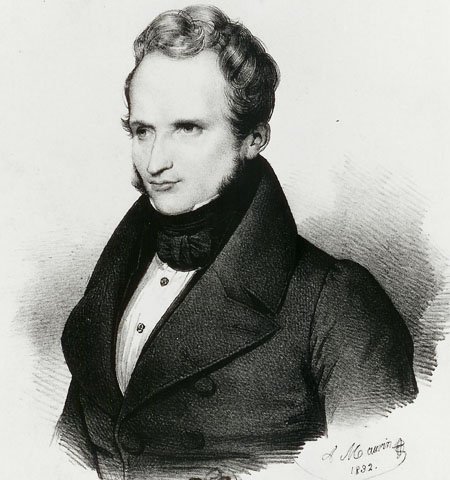
アルフレッド・ド・ヴィニー, アントワーヌ・モラン作, 1832年

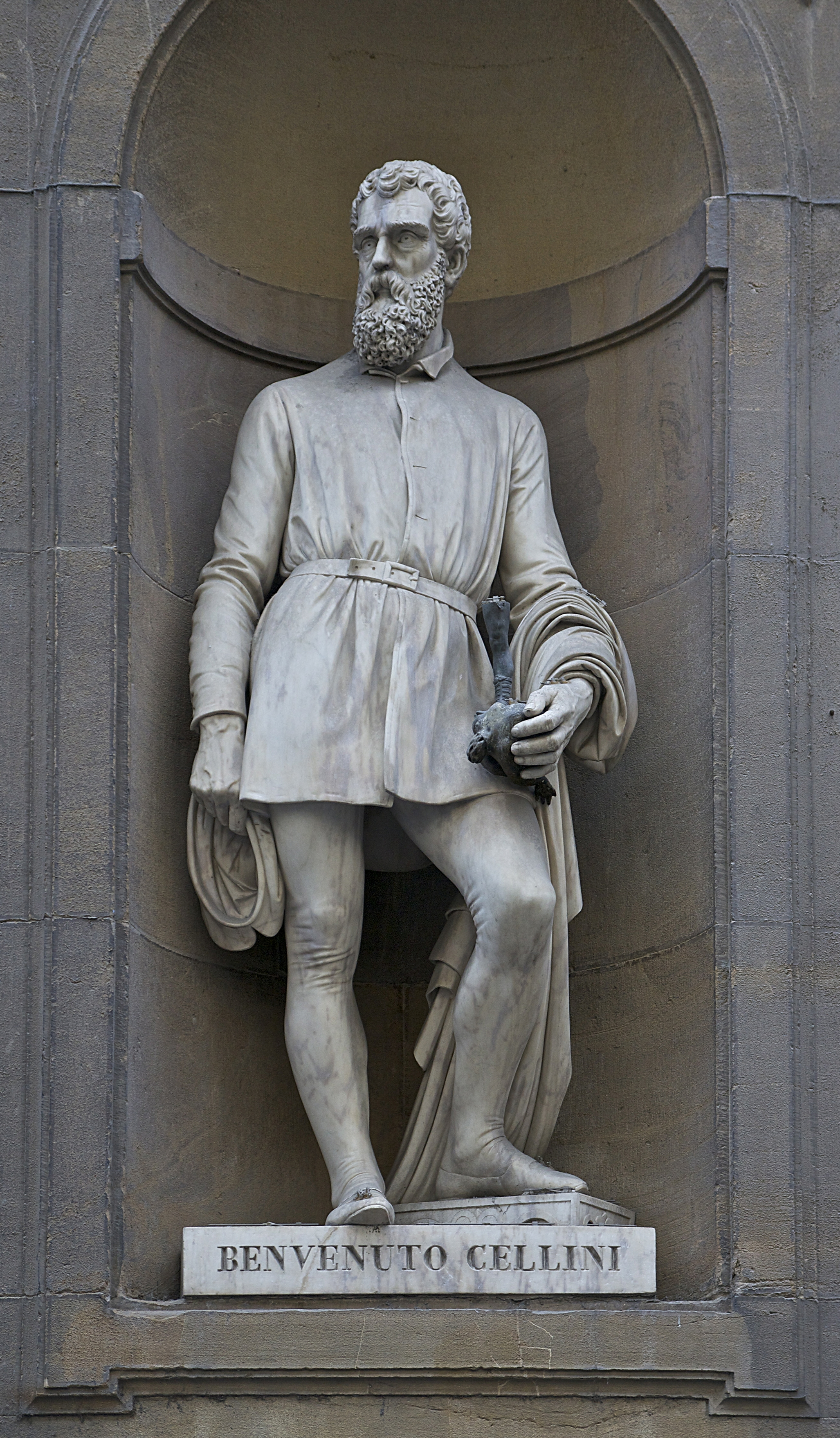
ベンヴェヌート・チェッリーニの彫刻, ウフィツィ広場, フィレンツェ

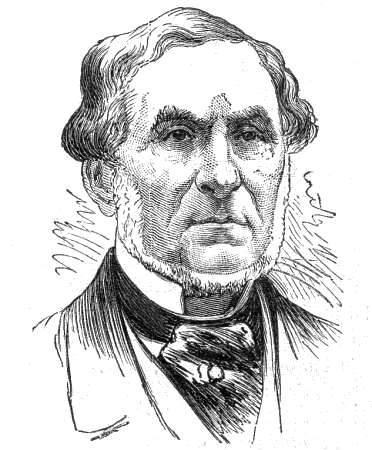
アンリ・オーギュスト・バルビエ

ルネサンス期イタリアの画家、金細工師、彫刻家ベンヴェヌート･チェッリーニは58歳に自叙伝に着手、なんと13歳の筆記者に口述筆記させたものである。荒唐無稽さ、自由奔放さ、破天荒さ、無鉄砲さ、不道徳なベンヴェヌート･チェッリーニの生き様が綴りや文法に拘泥しない型破りの文体で16世紀イタリア風俗が語られた作品である。対抗改革後のイタリアでは出版されなかったが、18世紀になると1728年に公刊された。ドイツでは1803年にゲーテが解説と注を添えてドイツ語訳を刊行した。1822年にはそのフランス語訳が発刊され、ルソーやスタンダール 、アレクサンドル・デュマ・ペール（これに関連する『アスカニオ』という小説を書いている）にも熱烈に支持されたが、ベルリオーズもその一人だったのである。このオペラの主題は芸術および芸術家である。チェッリーニの自伝に記されている、外見上もドラマティックで、芸術技法としても危険度の高いペルセウス像鋳造の場面をベルリオーズの台本作家達は壮大なスペクタクルに仕立て上げた。しかしながら、このリブレットの筋立てには幾つか不可解に感じられる部分もある。つまり、陰謀をめぐらす敵フィエラモスカですら改心させ、最終的には協力してしまう点、ペルセウス像鋳造の完成により殺人罪が許されてしまう点、テレーザとの恋が第2幕では副次的なテーマに後退する点などである。これらの疑問はこのオペラが崇高な芸術至上主義に基づいていることと16世紀イタリアと現代の道徳観に相当な乖離があることを考慮すれば、概ね説明が可能と思われる。

## 初演後
結局オペラは、1月に4回ほど上演されただけでレパートリーから外された。その後、1852年に友人のフランツ・リストの指揮によってヴァイマルで上演された際には、好評をもって迎えられたという。好評を得たことを知ったベルリオーズは、オペラの全体を3幕に変更するとともに、大幅な改訂を行う（1856年まで）。全3幕の改訂版は再度ヴァイマルで上演された。その後は、バイロイトで上演された際にわずかな成功を見た程度にとどまった。
ベルリオーズの死後の公演記録は、1879年のハノーファーでの上演、1911年のウィーンでの上演がある。1913年にはパリのシャンゼリゼ劇場の杮落し公演の一部として、フェリックス・ワインガルトナーの指揮で6回上演されている。1935年にはグラスゴー・グランド・オペラ・ソサイエティにより『トロイアの人々』に引き続きエリック・チスホルムの指揮で上演された。1956年には英国の周遊オペラカンパニーであるカール・ローザ・オペラ・カンパニーによってレパートリーに加えられ、ロンドンのサドラーズ・ウェルズ劇場で2公演が行われた。1966年12月15日にはロンドンの王立歌劇場で上演され、翌1967年にはナポリでイタリア初演が行われた。1975年にはサラ・コールドウェルの指揮で、オペラ・カンパニー・オブ・ボストンにより米国初演が行われた。歌手はジョン・ヴィッカース（ベンヴェヌート･チェッリーニ）ほかである。2003年にはメトロポリタン歌劇場での初演がジェームズ・レヴァインの指揮で行われた。2007年のザルツブルク音楽祭で、指揮者ヴァレリー・ゲルギエフ、ウィーン・フィルハーモニー管弦楽団の演奏、現代的演出で上演された。
2014年6月にはイングリッシュ・ナショナル・オペラがネーデルランド・オペラおよびローマ歌劇場との共同制作により英語にて上演し、好評を得たため波及効果が出ているものと見られる。このプロダクションは2015年5月にアムステルダムのネーデルランド・オペラでマーク・エルダーの指揮、テリー・ギリアムの演出、ジョン・オズボーン（チェッリーニ）、マリアンジェラ・シチリア（テレーザ）、ローラン・ナウリ（フィエラモスカ）の配役で上演された。この上演はＮＨＫ-ＢＳのプレミアムシアターにて2015年11月9日に放送された。 さらに2015年11月にはバルセロナ・リセウ大劇場でテリー・ギリアムの演出で上演された。 テリー・ギリアムの演出による上演は、2016年3月/4月にローマ歌劇場にてロベルト・アバドの指揮、歌手：ジョン・オズボーン（チェッリーニ）、エレナ・モスク（テレーザ）マリアンジェラ・シチリアに変更、アレッサンドロ・ルオンゴ（フィエラモスカ）、マルコ・スポッティ（教皇）、ヴァルデュイ・アブラハミヤン（アスカーニオ）の陣容によって上演された 。また、2015年11月にはケルン歌劇場の建て直しに伴う再開の杮落し公演で、フランソワ・グザヴィエ・ロトが音楽監督に就任し、カルルス・パドリッサ（ラ・フラ・デルス・バウス）による演出で上演される予定であったが、新劇場が未完成であったため、代替のシュターテンハウス（ Staatenhaus am Rheinpark）にて上演された。このほか、2015年11月から2016年2月にかけてドイツのボンでもローラ・スコッツィの演出、シュテファン・ブルニエの指揮で上演された。パリ・オペラ座はベルリオーズのオペラ・ツィクルスを計画しており、2017年のシーズンとなるがテリー・ギリアムの演出、フィリップ・ジョルダンによる指揮、ジョン・オズボーン、プリティ・イェンデなどの配役による『ベンヴェヌート・チェッリーニ』もその計画の一環として上演された。

### 主な上演記録
- 1977年1月 バルセロナ・リセウ大劇場、バルセロナ・リセウ大劇場交響楽団および合唱団 演出：ガブリエル・クーレ、指揮：フランシス・バラーニャ、歌手：アラン・ヴァンゾ（チェッリーニ）、アンドレ・エスポジート（テレーザ）、ジュリアン・アース（フィエラモスカ）、フランソワ・ルー（教皇）、ドメニコ・ヴェルサーチ（バルドゥッチ）、イヴォンヌ・ダルー（アスカーニオ）[13]。
- 1982年9月 ベルリオーズ・フェスティヴァル リヨン歌劇場管弦楽団および合唱団 演出：アルフレッド・ウォップマン 指揮：セルジュ・ボド 歌手：ティベール・ラファリ（チェッリーニ）、ジル・ゴメス（テレーザ）、ジュール・バスタン（バルドゥッチ）、フランソワ・ル・ルー（フィエラモスカ）、シンシア・ブチャン（アスカーニオ）。
- 1987年5月 フィレンツェ五月音楽祭の50周年記念 フィレンツェ歌劇場管弦楽団および合唱団 演出：シルヴァーノ・ブソッティ、指揮：ウラジミール・フェドセーエフ、歌手：クリス・メリット（チェッリーニ）、チェチーリア・ガズディア（テレーザ）、ジュール・バスタン（バルドゥッチ）、ヴィクター・ブラウン（フィエラモスカ）、アゴスティーノ・フェリチ（教皇）、エレーナ・ジリオ（アスカーニオ）。
- 1993年3月 パリ・オペラ座（バスティーユ歌劇場） 演出と美術：ドゥニ・クリエフ、振付：フランソワーズ・グレ、指揮：チョン・ミョンフン、歌手：クリス・メリット（チェッリーニ）、デボラ・リーゲル（テレーザ）、ダイアナ・モンタギュー（アスカーニオ）、ジャン・フィリップ・クルティス（バルドゥッチ）、ミシェル・トランポン（フィエラモスカ）、ロムアルド・テザロヴィッチ（教皇）[14]。
- 1995年1月 ローマ歌劇場 ローマ歌劇場管弦楽団＆合唱団 演出：ギギ・プロイエッティ、指揮：ジョン・ネルソン、歌手：デイヴィッド・キューブラー（チェッリーニ）、デボラ・リーゲル（テレーザ）、ダイアナ・モンタギュー（アスカーニオ）、ジュール・バスタン（バルドゥッチ）、アラン・ヴェルネ（フィエラモスカ）、ジオルジオ・ジュゼッピーニ（教皇）。
- 1999年5月15日 アムステルダム・コンセルトヘボウ ロッテルダム・フィルハーモニー管弦楽団およびオランダ放送合唱団、フィルハーモニア・トランシルヴァニア合唱団 指揮：ヴァレリー･ゲルギエフ、歌手：クリス・メリット（チェッリーニ）、アンナ・ネトレプコ（テレーザ）、モニカ・バチェリ（アスカーニオ）、セルゲイ・アレクサシュキン（バルドゥッチ）、ニコライ・ガシエフ（フィエラモスカ）、スタニスラフ・シュヴェッツ（教皇）。コンサート形式上演。
- 1999年5月19日 ロンドン ロイヤル・フェスティヴァル・ホール ロッテルダム・フィルハーモニー管弦楽団およびオランダ放送合唱団、フィルハーモニア・トランシルヴァニア合唱団 指揮：ヴァレリー･ゲルギエフ、歌手：クリス・メリット（チェッリーニ）、アンナ・ネトレプコ（テレーザ）、モニカ・バチェリ（アスカーニオ）、セルゲイ・アレクサシュキン（バルドゥッチ）、ニコライ・ガシエフ（フィエラモスカ）、スタニスラフ・シュヴェッツ（教皇）。 コンサート形式上演。
- 2002年10月/11月 チューリッヒ歌劇場 演出：デイヴィッド・パウントニー、指揮：ジョン・エリオット・ガーディナー、歌手：グレゴリー・クンデ（チェッリーニ）、キアラ・タイギ（テレーザ）、ニコライ・ギャウロフ（教皇）、リレアナ・ニキテアヌ（アスカーニオ）、アルフレッド・ムフ（バルドゥッチ）。
- 2003年4月2日、4日 パリ モガドール劇場 パリ管弦楽団およびアンサンブル・ヴォーカル・ピケマル、フランス陸軍合唱団、指揮：クリストフ・エッシェンバッハ、歌手： ヒュー・スミス（チェッリーニ）、アニック・マシス（テレーザ）、ヴァンサン・ル・テクシエ（バルドゥッチ）、マチアス・ホエル（教皇）、フィリップ・デュミニ（フィエラモスカ）、アドリアン・ドワイエ（フランチェスコ）、イザベル・カルス（アスカーニオ） コンサート形式上演。
- 2003年4月8日 ライプツィヒ・ゲヴァントハウス 大ホール、MDR交響楽団（中部ドイツ放送交響楽団）およびMDR合唱団、指揮：ファビオ・ルイージ、キース・ルイス（チェッリーニ）、ロゼラ・ラガツ（テレーザ）、アンドレアス・シュミット（フィエラモスカ）ほか コンサート形式上演
- 2003年4月15日 ヴァイマル ホール、MDR交響楽団（中部ドイツ放送交響楽団）およびMDR合唱団、指揮：ファビオ・ルイージ、歌手：キース・ルイス（チェッリーニ）、ロゼラ・ラガツ（テレーザ）、アンドレアス・シュミット（フィエラモスカ）ほか コンサート形式上演。
- 2003年8月17日 BBCプロムス ロイヤル・アルバート・ホール（ロンドン）、シュトゥットガルト放送交響楽団およびライプツィヒMDR放送合唱団、指揮：ロジャー・ノリントン、歌手：ブルース・フォード（チェッリーニ）、 ローラ・クレイコンブ（テレーザ）、モニカ・グロープ（アスカーニオ）、フランツ・ハヴラタ（バルドゥッチ）、クリストファー・モルトマン（フィエラモスカ）、ラルフ・ルーカス（教皇）、エッケハルト・ワーグナー（宿屋の主人） ヨハネス・カム（フランチェスコ）、ライハオルト・マイアー（ベルナルディーノ） コンサート形式上演 BBCによるライブ中継。
- 2003年8月19日 ウィーン・コンツェルトハウス シュトゥットガルト放送交響楽団およびライプツィヒMDR放送合唱団、指揮：ロジャー・ノリントン 歌手：ブルース・フォード（チェッリーニ）、ローラ・クレイコンブ（テレーザ）、モニカ・グロープ（アスカーニオ）、フランツ・ハヴラタ（バルドゥッチ）、 クリストファー・モルトマン（フィエラモスカ）、ラルフ・ルーカス（教皇）、エッケハルト・ワーグナー（宿屋の主人） ヨハネス・カム（フランチェスコ）、ライハオルト・マイアー（ベルナルディーノ） ヴァイマル版コンサート形式上演。
- 2003年9月14日 ルートヴィヒスブルク音楽祭 ルートヴィヒスブルク城 フォーラム、シュトゥットガルト放送交響楽団およびライプツィヒMDR放送合唱団 指揮：ロジャー･ノリントン、歌手：ブルース・フォード（チェッリーニ）、ローラ・クレイコンブ（テレーザ）、 モニカ・グロープ（アスカーニオ）、フランツ・ハヴラタ（バルドゥッチ）、 クリストファー・モルトマン（フィエラモスカ）、ラルフ・ルーカス（教皇）、エッケハルト・ワーグナー（宿屋の主人）、ヨハネス・カム（フランチェスコ）、ライハオルト・マイアー（ベルナルディーノ） コンサート形式上演。
- 2003年9月17日 フランダース・フェスティヴァル パレ・デ・ボザール ブリュッセル、シュトゥットガルト放送交響楽団およびライプツィヒMDR放送合唱団、指揮：ロジャー･ノリントン、歌手：ブルース・フォード（チェッリーニ）、 ローラ・クレイコンブ（テレーザ）、モニカ・グロープ（アスカーニオ）、フランツ・ハヴラタ（バルドゥッチ）、クリストファー・モルトマン（フィエラモスカ）、ラルフ・ルーカス（教皇）、エッケハルト・ワーグナー（宿屋の主人）、ヨハネス・カム（フランチェスコ）、ライハオルト・マイアー（ベルナルディーノ） コンサート形式上演。
- 2003年9月19日 コンツェルトハウス、ベルリン、シュトゥットガルト放送交響楽団およびライプツィヒMDR放送合唱団、指揮：ロジャー･ノリントン、歌手：ブルース・フォード（チェッリーニ）、ローラ・クレイコンブ（テレーザ）、モニカ・グロープ（アスカーニオ）、フランツ・ハヴラタ（バルドゥッチ）、クリストファー・モルトマン（フィエラモスカ）、ラルフ・ルーカス（教皇）、エッケハルト・ワーグナー（宿屋の主人）、ヨハネス・カム（フランチェスコ）、ライハオルト・マイアー（ベルナルディーノ） 。
- 2003年12月/2004年1月 メトロポリタン歌劇場 演出：アンドレイ・セルバン、美術：ジョルジュ・ツィピン、指揮ジェームズ・レヴァイン、デリック・イノウエ、歌手：マルチェロ・ジョルダーニ（チェッリーニ）、イザベル・ベイラクダリアン（テレーザ）、ロバート・ロイド（教皇）、クリスティーヌ・ジェプソン（アスカーニオ）、ジョン・デル・カルロ（バルドゥッチ）、ピーター・コールマン・ライト（フィエラモスカ）。
- 2004年12月/2005年1月 ゲルゼンキルヒェン歌劇場 指揮：サムエル・ベヒリ、制作：アンドレアス・バエスラー、 歌手：ブルグハルト・フリッツ（チェッリーニ）、クラウディア・ブラウン（テレーザ）、アリス・アルギリス（フィエラモスカ）、アンケ・ジーロフ（アスカーニオ）、ライナー・ザウン（バルドゥッチ）、ゲオルク・ハンセン（フランチェスコ）、イェジー・クウィカ（ベルナルディーノ）、ニコライ・カルノルスキ（教皇）。
- 2006年1月 ストラスブール・ライン・ナショナル歌劇場 演出振付：ルノー・ドゥセ、美術：アンドレ・バルブ、指揮オレグ・カエタニ、歌手：ポール・チャールズ・クラーク（チェッリーニ）、アンヌ・ソフィー・デュプレル（テレーザ）、フランソワ・リス（教皇）、フェルナン・ベルナディ（バルドゥッチ）、イザベル・カルス（アスカーニオ）、フィリップ・デュミニー（フィエラモスカ）。
- 2007年1月6日 第6回紅海クラシカル・ミュージック・フェスティヴァル エリアット、イスラエル、マリインスキー劇場管弦楽団および合唱団 指揮：ヴァレリー・ゲルギエフ、コンサート形式上演。
- 2007年5月28日 サンクトペテルブルク 第15回白夜祭 マリインスキー劇場管弦楽団と合唱団およびバレエ団、演出：ヴァシリー・バルカトフ、セットデザイン：ジノヴィー・マーゴリン 指揮：ヴァレリー･ゲルギエフ、セミ・ステージ形式。
- 2007年8月 ザルツブルク音楽祭 ウィーン・フィルハーモニー管弦楽団及びウィーン国立歌劇場合唱団 演出・美術：フィリップ・シュテルツル、指揮：ヴァレリー・ゲルギエフ、歌手：ブルクハルト・フリッツ（チェッリーニ）、マイヤ・コヴァレフスカ（テレーザ）、ローラン・ナウリ（フィエラモスカ）、ブリンドリー・シャラット（バルドゥッチ）、ミハイル・ペトレンコ（教皇）、ケイト・オルドリッチ（アスカーニオ）。 [15]
- 2007年8月20日 ストックホルム ベルワルド・ホール マリインスキー劇場管弦楽団および合唱団 指揮：ヴァレリー・ゲルギエフ、歌手：セルゲイ・セミシクール（チェッリーニ）、アナスタシア・カラギナ（テレーザ）、ズラータ・ブリチョーバ（アスカーニオ）、ニコライ・カメーンスキー（バルドゥッチ）、アレクサンドル・ゲルガーロフ（フィエラモスカ）、ミハイル・ペトレンコ（教皇）、アレクサンドル・チムチェンコ（フランチェスコ）、アレクサンドル・ゲラシモフ（ベルナルディーノ）、アンドレイ・ポポーフ（居酒屋の主人）コンサート形式上演。
- 2008年6月5日 サンクトペテルブルク 第16回白夜祭 マリインスキー劇場管弦楽団と合唱団、指揮：レオ・フセイン、歌手：セルゲイ・セミシクール（チェッリーニ）、アナスタシア・カラギナ（テレーザ）、ズラータ・ブリチョーバ（アスカーニオ）、ニコライ・カメーンスキー（バルドゥッチ）、ニコライ・ガシエフ（フィエラモスカ）、ゲンナジ・ベッズベンコフ（教皇）、コンサート形式上演。
- 2008年10月 ニュルンベルク州立劇場 制作・振付：ラウラ・スコッジ、指揮：ギド・ヨハネス・ルムシュタット、歌手：クリストファー・リンカン／ジャン・フランソワ・モンボワザン（チェッリーニ）、フラチューヒ・バッセンズ（テレーザ）、ライナー・ザウン（バルドゥッチ）、メリ・テンプレートメッツ（フィエラモスカ）、ジョルダンカ・ミルコヴァ／アンナ・アラス・イ・ジョヴェ（アスカーニオ）、ギド・イエンティンス（教皇）。
- 2013年6月1日 シャンゼリゼ劇場100周年記念演奏 マリインスキー劇場管弦楽団および合唱団、指揮：ヴァレリー･ゲルギエフ、歌手：セルゲイ・セミシュクル（チェッリーニ）、アナスタシア・カラギナ（テレーザ）、エカテリーナ・セメンシュク（アスカーニオ）、ユーリ・ヴォロビエフ（バルドゥッチ）、ミハイル・ペトレンコ（教皇）、アンダレイ・ポポフ（フィエラモスカ）：コンサート形式上演。
- 2014年2月/3月 ミュンスター劇場、演出：アーロン・シュティール、美術：サイモン・ホールズワース、指揮：シュテファン・ヴェセルカ、歌手：アドリアン・セーマ（チェッリーニ）、サラ・ダルドス・ロッシ（テレーザ）、ホアン・フェルナンド・グティエレス（フィエラモスカ）、ルカス・シュミット（教皇）、プラメン・ヒヂョヴ（バルドゥッチ）、リサ・ウェデキンド（アスカーニオ）。
- 2014年6月 イングリッシュ・ナショナル・オペラ 演出：テリー・ギリアム、レアー・ホウスマン、指揮：エドワード・ガードナー、歌手：マイケル・スパイヤーズ（チェッリーニ）、コリン・ウィンタース（テレーザ）、ウィラード・ホワイト（教皇）、パヴロ・フンカ（バルドゥッチ）、リチャード・バークハード（フィエラモスカ）、パウラ・マーリフィ（アスカーニオ）、英語での上演。ネーデルランド・オペラおよびローマ歌劇場との共同制作。英国内の映画館でライブビューイング上映された。2015年にはオーストラリア国内の映画館でライブビューイング上映された。
- 2015年5月 オランダ国立歌劇場、ロッテルダム・フィルハーモニー管弦楽団およびオランダ国立歌劇場合唱団 演出：テリー・ギリアム、レアー・ホウスマン、指揮：マーク・エルダー、歌手：ジョン・オズボーン（チェッリーニ）、マリアンジェラ・シチリア（テレーザ）、ローラン・ナウリ（フィエラモスカ）、オルリン・アナスタソフ（教皇）、マウリツィオ・ムラーロ（バルドゥッチ）、ミシェル・ロジエ（アスカーニオ）、マルセル・ベークマン（居酒屋の主人）。
- 2015年11月 ケルン歌劇場、シュターテンハウス、ケルン・ギュルツェニヒ管弦楽団およびケルン歌劇場合唱団 演出：カルルス・パドリッサおよび（ラ・フラ・デルス・バウス）、指揮：フランソワ＝グザヴィエ・ロト、歌手：フェルディナント・フォン・ボトマー（チェッリーニ）、エミリー・ヒンリックス（テレーザ）、ニコライ・ボルチェフ（フィエラモスカ）、ニコライ・ディデンコ（教皇）、ヴァンサン・ル・テクシエ（バルドゥッチ）、カトリン・ウンドサム（アスカーニオ）[16]。
- 2015年11月 バルセロナ・リセウ大劇場、バルセロナ・リセウ大劇場交響楽団および合唱団 演出： テリー・ギリアム、指揮：ジョセフ・ポンス、歌手：ジョン・オズボーン（チェッリーニ）、キャスリーン・リーウェック（テレーザ）、アシュリー・ホーランド（フィエラモスカ）、エリック・ハーフヴァーソン（教皇）、マウリツィオ・ムラーロ（バルドゥッチ）、アンナリサ・ストロッパ（アスカーニオ）[6]。
- 2015年11月~2016年2月 ボン歌劇場、ボン歌劇場管弦楽団および合唱団 演出：ローラ・スコッツィ、指揮：シュテファン・ブルニエ、歌手：ミルコ・ロシュコフスキー（チェッリーニ）、アンナ・プリンセヴァ（テレーザ）、チャバ・ゼゲディ（フィエラモスカ）、ロルフ・ブロマン（教皇）、マルチン・ツォネフ（バルドゥッチ）、マルタ・ウリク（アスカーニオ）[17]。
- 2016年3/4月 ローマ・ローマ劇場、ローマ劇場管弦楽団および合唱団、 演出： テリー・ギリアム、レアー・ホウスマン、指揮：ロベルト・アバド、歌手：ジョン・オズボーン（チェッリーニ）、マリアンジェラ・シチリア（テレーザ）、アレッサンドロ・ルオンゴ（フィエラモスカ）、マルコ・スポッティ（教皇）、ニコラ・ウリヴィエーリ（バルドゥッチ）、ヴァルデュイ・アブラハミヤン（アスカーニオ）[18]。
- 2016年9月/10月 ケルン歌劇場、シュターテンハウス、ケルン・ギュルツェニヒ管弦楽団およびケルン歌劇場合唱団 演出：カルルス・パドリッサおよび（ラ・フラ・デルス・バウス）、指揮：フランソワ＝グザヴィエ・ロト、歌手：フェルディナント・フォン・ボトマー（チェッリーニ）、エミリー・ヒンリックス（テレーザ）、ミリェンコ・トゥルク（フィエラモスカ）、ニコライ・ディデンコ（教皇）、ヴァンサン・ル・テクシエ（バルドゥッチ）、カトリン・ウンドサム（アスカーニオ）[19]。
- 2016年11月~2017年1月 ニュルンベルク歌劇場、ニュルンベルク歌劇場管弦楽団および合唱団 演出：ローラ・スコッツィ、指揮：グイド・ヨハネス・ラムスタット、歌手：ミルコ・ロシュコフスキー（チェッリーニ）、アンナ・プリンチェヴァ/フラシュヒ・バッセンツ（テレーザ）、サイモン・ウォルフィッシュ（フィエラモスカ）、アレクセイ・ビルクス（教皇）、イェンス・ヴァルディッヒ（バルドゥッチ）、ジョルダンカ・ミルコヴァ（アスカーニオ）[20]。
- 2018年1月～4月 サンクトペテルブルク マリインスキー劇場 マリインスキー劇場管弦楽団と合唱団およびバレエ団、演出：ヴァシリー・バルカトフ、セットデザイン：ジノヴィー・マーゴリン 指揮：イワン・ストルボフ、歌手：セルゲイ・セミシュクール（チェッリーニ）、リュドミラ・ドゥディノワ（テレーザ）、ニコライ・ガシーエフ（フィエラモスカ）、オレグ・シショフ（バルドゥッチ）、ゲンナジー・ベズヴェンコフ（教皇）、エヴェリーナ・アガバラエヴァ（アスカーニオ）[21]。
- 2018年3月～4月  パリ・オペラ座（バスティーユ歌劇場）、パリ国立歌劇場管弦楽団 と合唱団およびバレエ団、 演出：テリー・ギリアム、レアー・ホウスマン、指揮：フィリップ・ジョルダン、歌手：ジョン・オズボーン（チェッリーニ）、プリティ・イェンデ（テレーザ）、アウドゥン・イヴェルセン（フィエラモスカ）、マルコ・スポッティ（教皇）、マウリツィオ・ムラーロ（バルドゥッチ）、ミシェル・ロジエ（アスカーニオ）、Se-Jin Hwang（居酒屋の主人）[12]。
- 2019年9月2日 BBCプロムス（Prom 59）ロイヤル・アルバート・ホール（ロンドン）、オルケストル・レヴォリューショネール・エ・ロマンティークおよびモンテヴェルディ合唱団（英語版）、指揮：ジョン・エリオット・ガーディナー、歌手：マイケル・スパイアーズ（チェッリーニ）、ソフィア・バーゴス（テレーザ）、マウリツィオ・ムラーロ（バルドゥッチ）、タレク・ナズミ（教皇）、ヴィンセント・デルハウム（フランチェスコ）、リオネル・ロート（フィエラモスカ）、アデル・シャルヴェ（アスカーニオ）、アシュリー・リッチズ（ベルナルディーノ）、ダンカン・メドウズ（ペルセウス）。ガーディナーによるベルリオーズ・チクルス（BBCプロムス5シーズン）の最後を飾るベルリオーズ没後250年記念演奏、衣裳付きセミ・コンサート形式（2幕版）、英語字幕付きフランス語上演[22][23]。

## 序曲
序曲は演奏会でも取り上げられる有名な楽曲である。ベルリオーズの作品番号（H番号）ではH.76bが与えられている。また資料によっては「大序曲」とも表記される。なお、初演時には好評を受けている。
演奏時間は約9分から11分。

## 楽器編成
- 木管楽器:フルート2、オーボエ2、クラリネット2、ファゴット4
- 金管楽器:ホルン4、トランペット4、コルネット2、トロンボーン3、オフィクレイド（またはテューバ）
- 打楽器:ティンパニ、大太鼓、トライアングル、シンバル、タンブリン2
- その他:ギター2、ハープ2、小鉄床、弦5部

## 登場人物
| 人物名                       | 声域     | 役                                         | 初演時のキャスト (1838年9月10日) 指揮：フランソワ・アントワーヌ・アブネック |
| ---------------------------- | -------- | ------------------------------------------ | --------------------------------------------------------------------------- |
| ベンヴェヌート・チェッリーニ | テノール | フィレンツェの彫金師、彫刻家               | ジルベール・デュプレ                                                        |
| ジャコモ・バルドゥッチ       | バス     | 教皇財務官                                 | プロスペル・デリヴィ                                                        |
| テレーザ                     | ソプラノ | バルドゥッチの娘                           | ジュリー・ドリュ・グラ                                                      |
| アスカーニオ                 | ソプラノ | チェッリーニの弟子                         | ロジーヌ・ストルツ                                                          |
| フィエラモスカ               | バリトン | 彫刻家                                     | ジャン・エチエンヌ・オーギュスト・マッソル                                  |
| フランチェスコ               | テノール | チェッリーニの弟子                         | ルイ・エミール・ヴァルテル                                                  |
| ベルナルディーノ             | バス     | チェッリーニの弟子                         | アレクサンドル・プレヴォスト                                                |
| ポンペーオ                   | バリトン | 刺客、フィエラモスカの友人                 | モリニエ                                                                    |
| 居酒屋の主人                 | テノール |                                            | トレヴォー                                                                  |
| 教皇クレメンス7世            | バス     | 初日のみ検閲のためサルビアティ枢機卿に変更 | ジャン・ジャック・エミール・セルダ                                          |
| 士官                         | バス     |                                            |                                                                             |
| コロンビーヌ                 | 台詞     | 狂言回しの女                               |                                                                             |

その他（合唱）:バルドゥッチ家の女中たちと近隣の人々、彫金師たち、芸人たち、踊り手たち、仮面劇の役者たち、教皇の従者たち、衛兵たち、修道女たち、鋳造所の人たち、ローマの人々

## 演奏時間
全曲で約2時間30分（第1幕:約1時間20分、第2幕:約1時間10分）

## あらすじ
時と場所:16世紀（1532年）の教皇クレメンス7世の統治下におけるローマ、及び謝肉祭を背景とした3日間

### 第1幕 懺悔の月曜日と、その翌日の懺悔の火曜日
第1場 バルドゥッチの邸宅にて
テレーザがバルドゥッチの邸宅にひとり佇んでいる。彼女の父であるバルドゥッチは、ペルセウスの銅像の制作の注文決定の命令をフィレンツェの金細工チェッリーニに与えるために、教皇によって召喚されていた。バルドゥッチは彫刻家としてフィエラモスカを推奨していると見込まれ、と同時にバルドゥッチはフィエラモスカが彼の娘テレーザと結婚して欲しいと考えていた。テレーザの足元にチェッリーニによって道から花束が投げ込まれるが、それには短い書簡が添えられている。書簡には、チェッリーニとテレーザが逢引きをするためのチェッリーニの計画が説明されている。それによると、謝肉祭でチェッリーニとアシスタントのアスカーニオは僧侶に変装する。チェッリーニは白の僧服、アスカーニオに茶色の僧服で。サンタンジェロ城のカノン砲が謝肉祭の終わりに鳴り響くと、チェッリーニとアスカーニオは僧服を脱ぎ捨てるというものである。

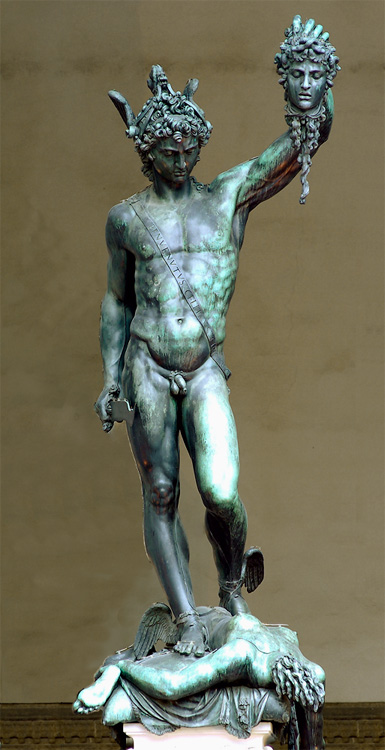
ベンヴェヌート･チェリーニによるペルセウスのブロンズ像

フィエラモスカは、チェッリーニとテレーザに気付かれないよう部屋に入り、2人の内緒話を聴いてしまう。そこへバルドゥッチが帰ってくるが、テレーザがまだ寝ていないことに驚く。フィエラモスカは部屋の中に隠れ、テレーザはチェッリーニをドアの後ろに追いやる。父親の気をそらすために、テレーザは自分の部屋から音を立てる。バルドゥッチは娘の部屋にフィエラモスカがいるのを見つける。バルドゥッチが怒りだし、大騒ぎとなる。その間にチェッリーニは逃げ出す。バルドゥッチとテレーザはフィエラモスカを泉に投げ入れるため、隣人を呼び出す。フィエラモスカもこの騒動からかなんと逃れることに成功する。
第2場 コロンナ広場にて
チェッリーニとその見習いや友人が、金細工であることの讃歌を歌う。ベルナルディーはもっとワインをと注文するが、宿屋の主人は彼らが飲んでしまったワインのツケ（飲んだワインのリストを歌いながら）になっている金額の決済を先に要求する。そこにアスカーニオが、ペルセウスの彫像のための教皇による制作費の先払いの大金を持って現れ、鋳造を翌日までに終わらせる誓約がなければその金に手をつけさせないことを警告する。金細工たちは鋳造を終わらせる誓いを歌い、飲み続ける。
フィエラモスカもチェッリーニの計画を耳にし、友人のポンペーオに打ち明ける。ポンペーオはテレーザを奪うため、フィエラモスカと自分も僧侶に変装することを勧める。
人々が広場に集まっている。群衆は、ミダス王のパントマイムやおどけたオペラなどが繰り広げられる、カサンドロの屋台小屋を組み立ている。バルドゥッチとテレサは、チェッリーニとアスカーニオが僧侶に扮した直後に入ってくる。フィエラモスカとポンペーオも同様に偽装している。
このあたりから、ファンファーレに続いて序曲『ローマの謝肉祭』に編曲された部分が合唱を伴って演奏される。この演奏の間に、バレエやパントマイムが合唱と共に導入され、カーニヴァルの情景を表すのが演出上の見所で、グランド・オペラ風の雰囲気が味わえる。
パントマイムでは、アルルカンとピエロ（ミダス王がバルドゥッチのように見えるように盛装）が現れ、注目を競いあう。この時、本当のバルドゥッチがテレサを残して、ステージに近づく。2組の変装した僧侶はその後、混乱に乗じてテレーザに近づく。4人の変装した僧侶が鉢合わせになり、剣による戦いを始める。この争いでチェッリーニはポンペーオを刺し、致命症を与えてしまう。群衆は静かになり、チェッリーニは殺人で逮捕されてしまう。チェッリーニが連行されようとしているとき、サンタンジェロ城から謝肉祭の終わりと四旬節の開始を示す大砲が撃ち鳴らされる。アスカーニオとテレーザが消灯し、広場内の灯りのすべてが消された暗闇によって得られた混乱の中で、チェッリーニは捕えようとする者から逃げ出す。一方、フィエラモスカは誤ってチェッリーニの代わりに逮捕されてしまう。

### 第2幕 聖灰の水曜日の夜明けから日没
第1場 聖灰の水曜日、チェッリーニのアトリエ、夜明け
アスカーニオとテレーザはチェッリーニのアトリエで彼の帰りを待っている。修道士の行列が通過するとき、アスカーニオとテレーザは祈りに参加する。するとチェッリーニが、僧侶の変装のままで入ってきて、彼の逃走計画を詳しく説明する。チェッリーニは今、殺人のかどで指名手配されているので、テレーザとフィレンツェから脱出する計画であるが、アスカーニオは彫像を鋳造する義務をチェッリーニに思い出させる。そこにバルドゥッチとフィエラモスカが現れる。バルドゥッチは殺人者としてチェッリーニを非難し、フィエラモスカにテレーザとの結婚を約束する。
その後、教皇が彫像の進行状況を確認するために現れる。チェッリーニは言い訳をするが、教皇はチェッリーニらを解任し、教皇は別の彫刻家へ指名を与えることを決定する。チェッリーニはその時、彫刻の金型を破壊すると脅迫し、教皇の護衛がチェッリーニに近づくと、チェッリーニはハンマーを振り上げる。教皇はそこでチェッリーニに次のように提案する。チェッリーニがその日の夕刻までに彫像を完成することができた場合、教皇はチェッリーニの犯罪を許し、テレーザと結婚できるようになる、しかしチェッリーニが完成することができなかった場合、チェッリーニは絞首刑にされる、というものである。
第2場 聖灰の水曜日、チェッリーニの鋳物工場、夕方
アスカーニオの「私は悲しい」というアリアの後、チェッリーニは「荒れた山の上に」という歌を歌う。金細工たちの合唱が、ギター伴奏と鉄を打つ音を伴って聞こえてくる。フィエラモスカが2人の取り巻きを連れて到着し、チェッリーニに決闘を挑む。チェッリーニが受け入れ、その場で決着をつけることを要求するが、フィエラモスカは、チェッリーニの工場から離れて行うことを要求して、フィエラモスカ達は去る。
するとテレーザが到着し、アスカーニオの手にチェッリーニの長剣を見て驚くが、チェッリーニは彼が安全であることをテレーザに保証する。テレーザは一人となり、金細工たちは、賃金が支払われておらず、チェッリーニから何の指示も受けていないとの不満から、道具を置いて作業をやめる。テレーザは、賃金が最終的に支払われることを保証しようとするが、無駄に終わる。そこにフィエラモスカが現れる。テレーザはチェッリーニが死んでしまったと思い、気絶する。しかしそうではなく、フィエラモスカは金細工たちに、完全に仕事を中止するよう、賄賂を提供しようとしていた。この汚い行為は金細工たちを憤慨させ、フィエラモスカに対する怒りを露わにし、逆に彼らはチェッリーニへの忠誠心を主張する。そこへチェッリーニが現われ、金細工たちはチェッリーニを助けるために作業着を着用し、フィエラモスカにも作業着の着用を強制し、仕事を再開する。
夕方になり、教皇とバルドゥッチは彫像が完了したかどうかを確認するために到着する。フィエラモスカはそこで、フランチェスコとベルナルディーノが事前に確認しているように、金属不足で鋳造が完成できないことを公表する。バルドゥッチとフィエラモスカは、チェッリーニの差し迫った窮状に満足する。チェッリーニは祈りと絶望の瞬間に、アトリエ内のすべての芸術作品をも全て溶解炉に入れると言い出す。これにフランチェスコとベルナルディーノは仰天する。これが実行されると、高炉から爆発が吹き上がる。その後、溶けた金属が金型を充填するため次々に出現し、溶融炉に投げ込まれる。そして、鋳造が奇跡的に成功する。
舞台では、出来かけのペルセウス像が完成品に置き換えられるが、これが演出上の最大の見せ場になる。
バルドゥッチとフィエラモスカはチェッリーニの成功を認める。教皇はチェッリーニに約束通り恩赦を与え、チェッリーニとテレーザが結ばれる。オペラは金細工たちを賞賛する熱狂的な大合唱によって大団円となる。

## 初演時の衣装

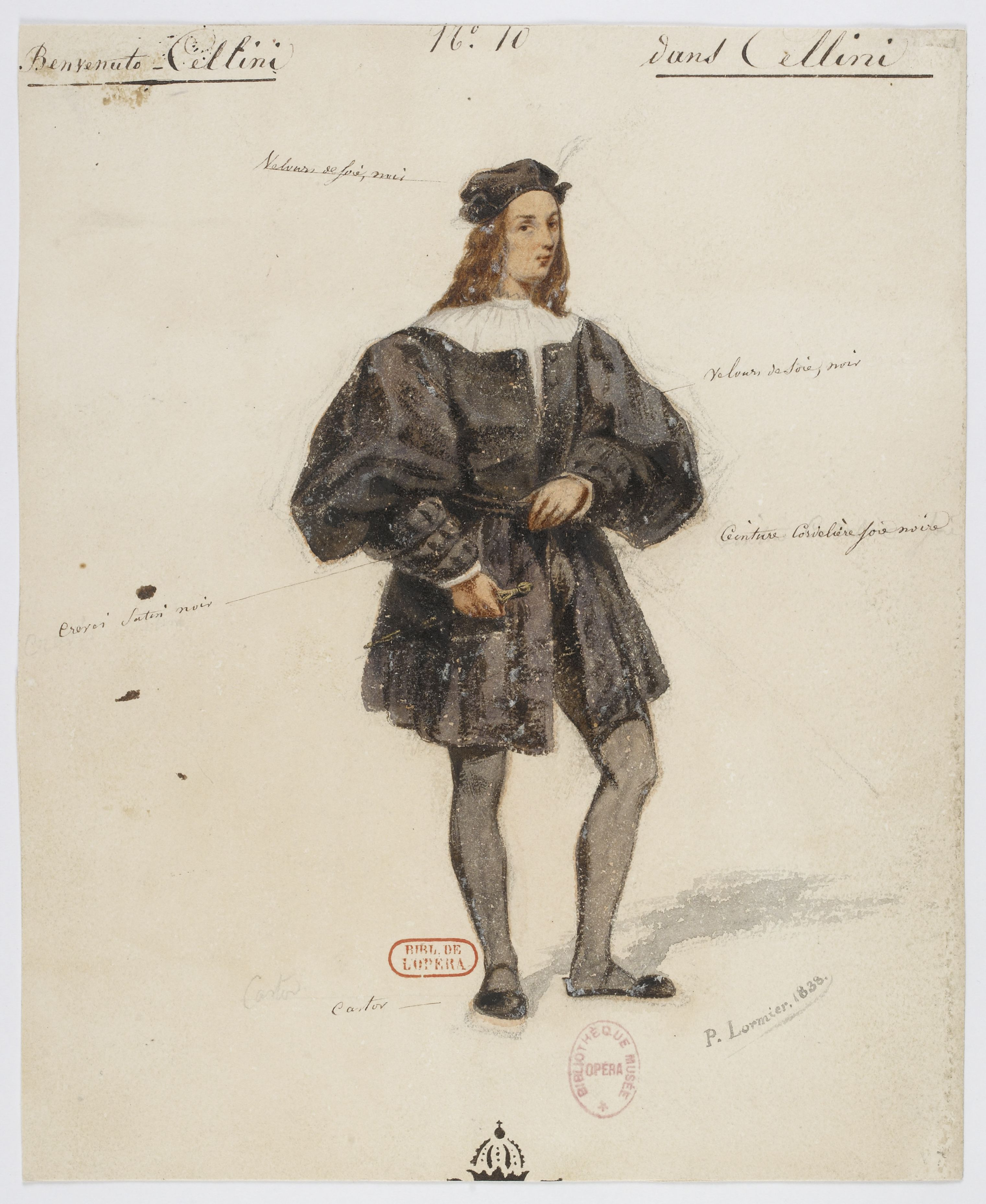
チェッリーニ (デュプレ)
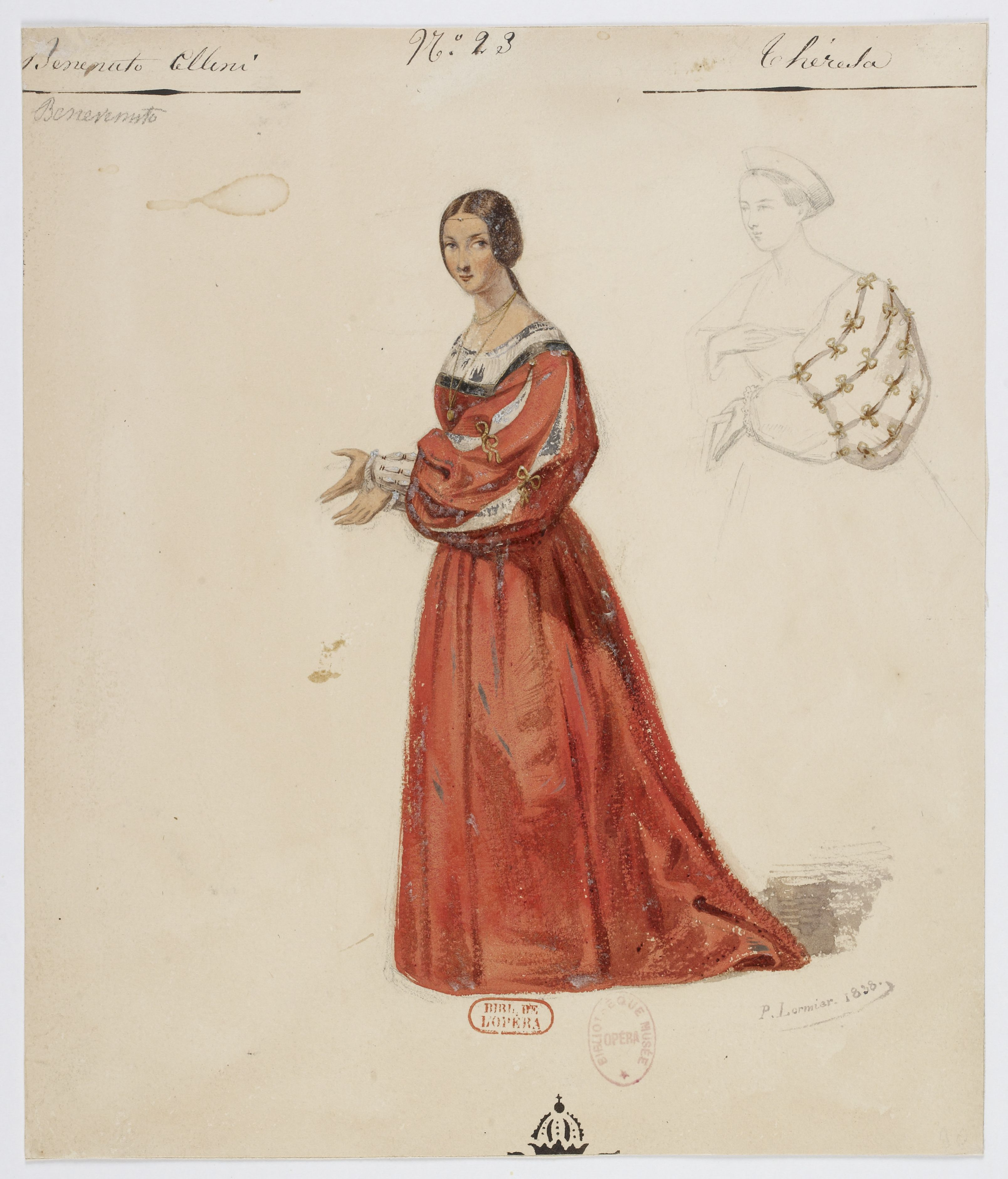
テレーザ (ドリュ・グラ)
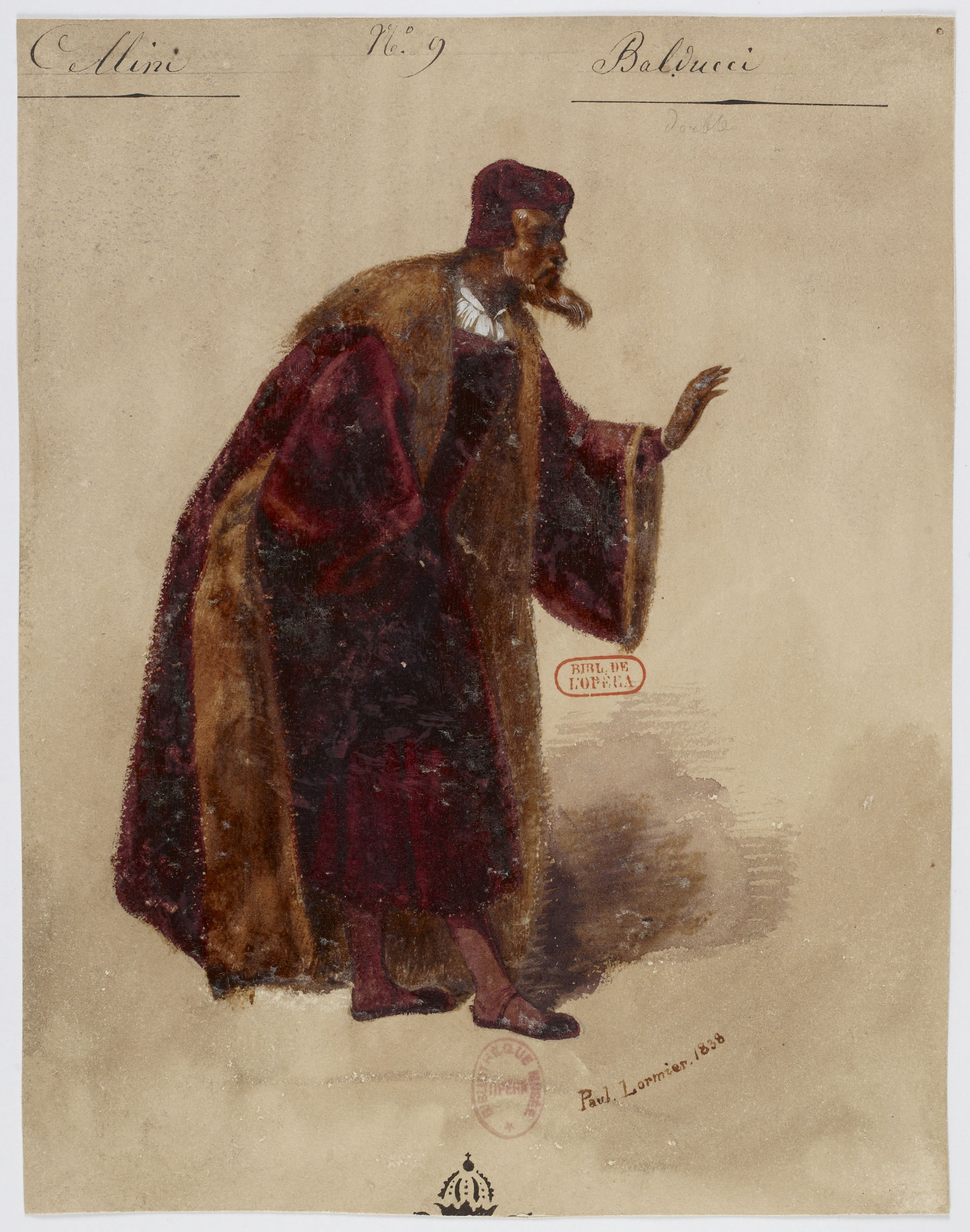
バルドゥッチ (デリヴィ)
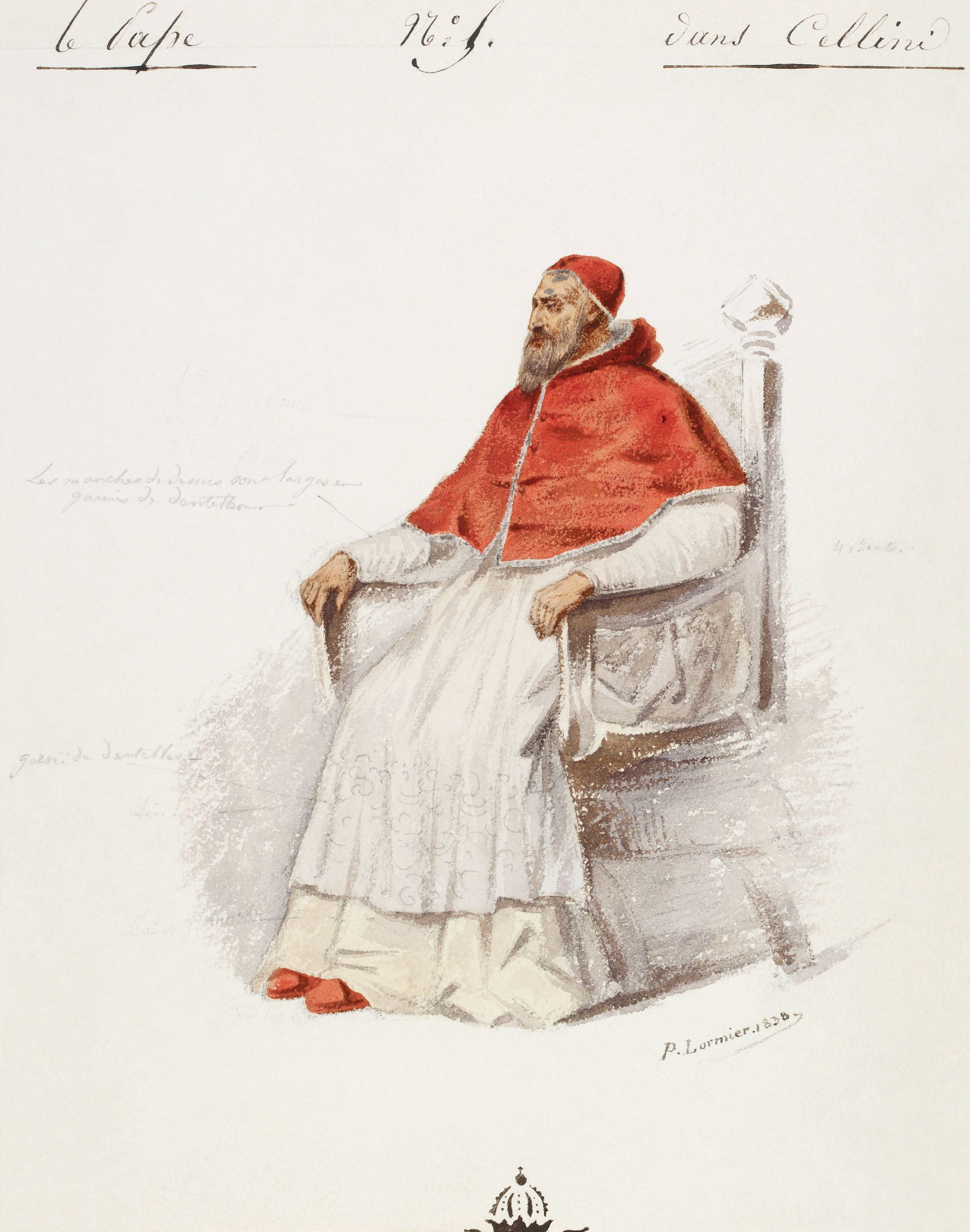
教皇 (セルダ)
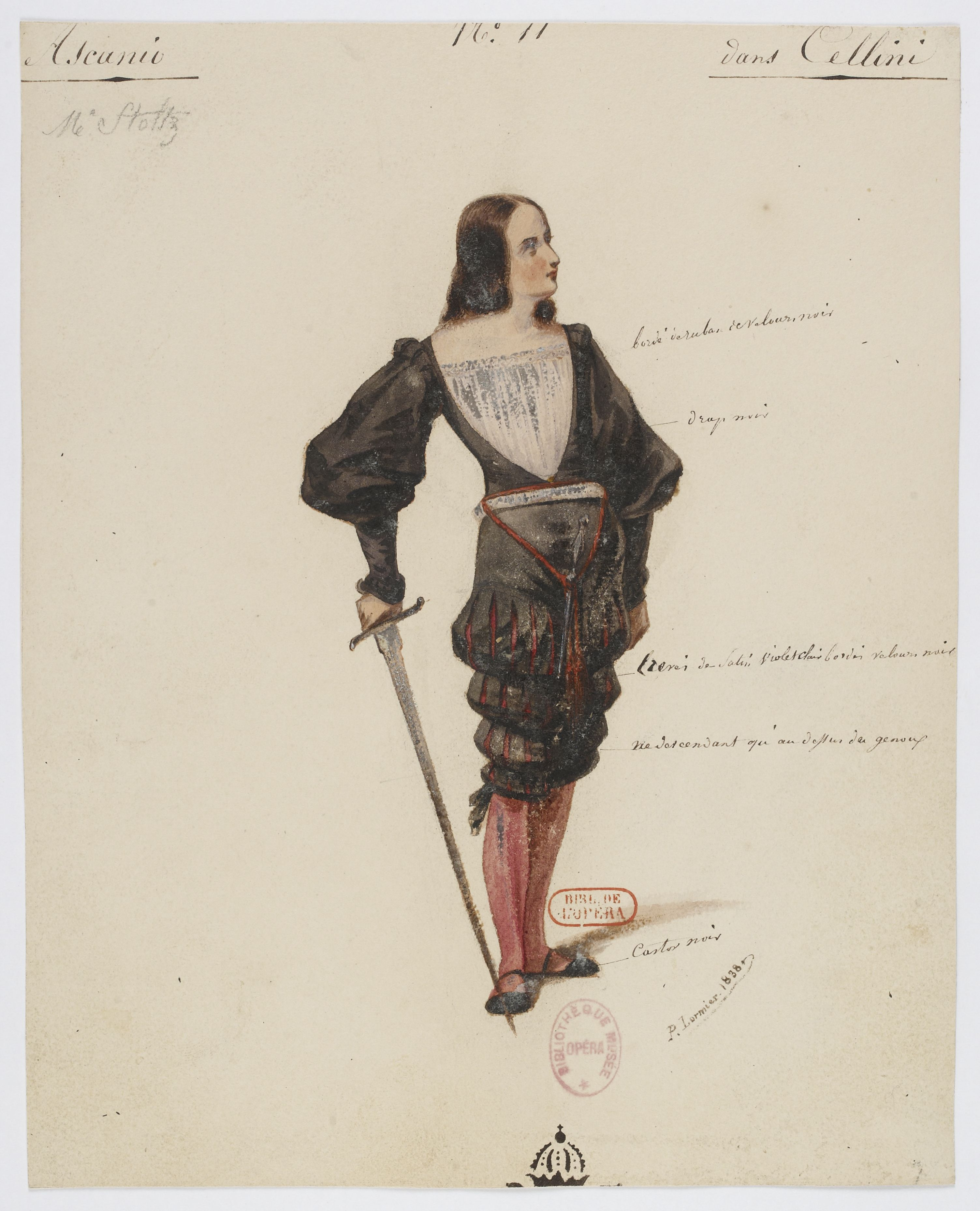
アスカーニオ (ストルツ)
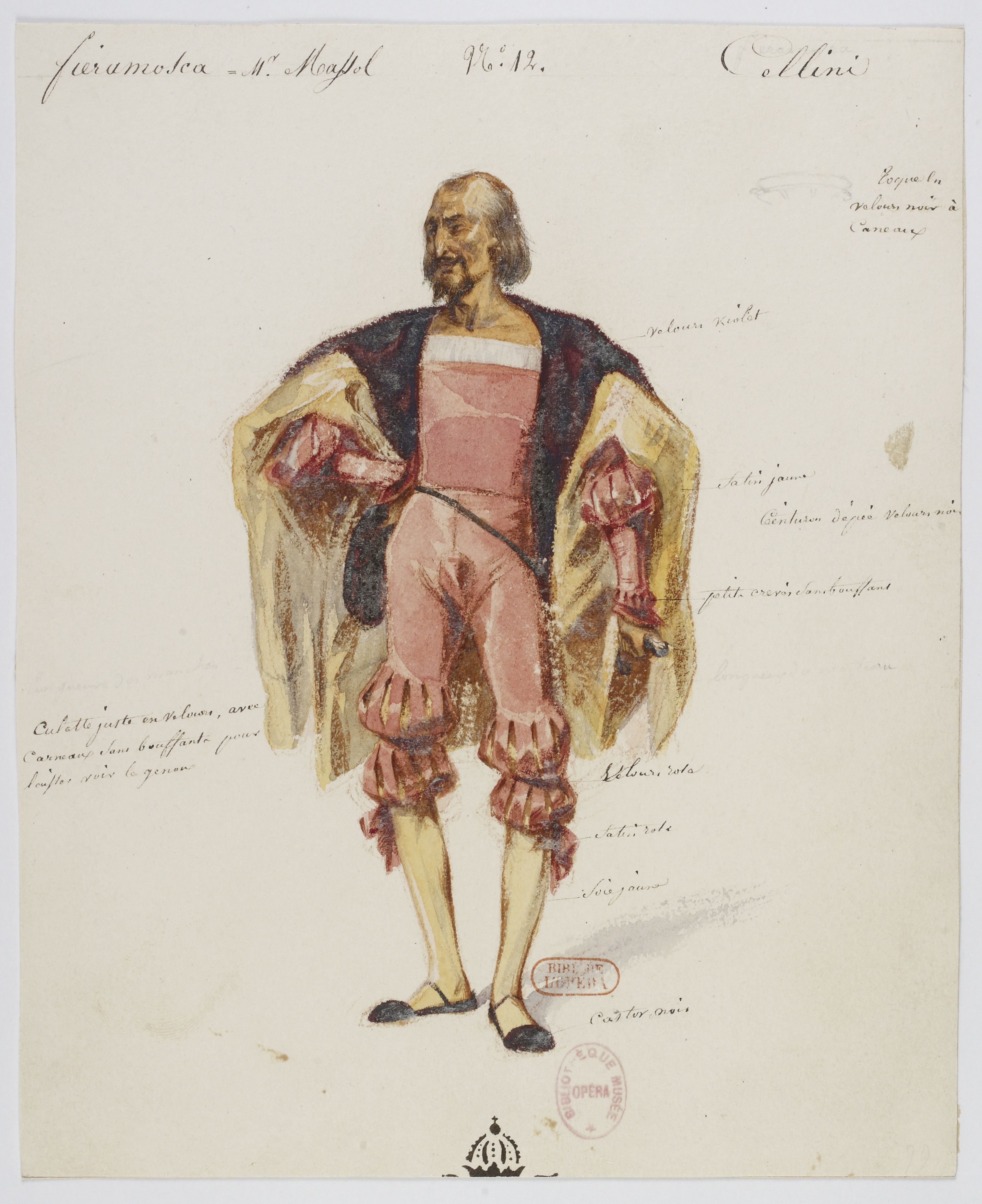
フィエラモスカ (マッソル)
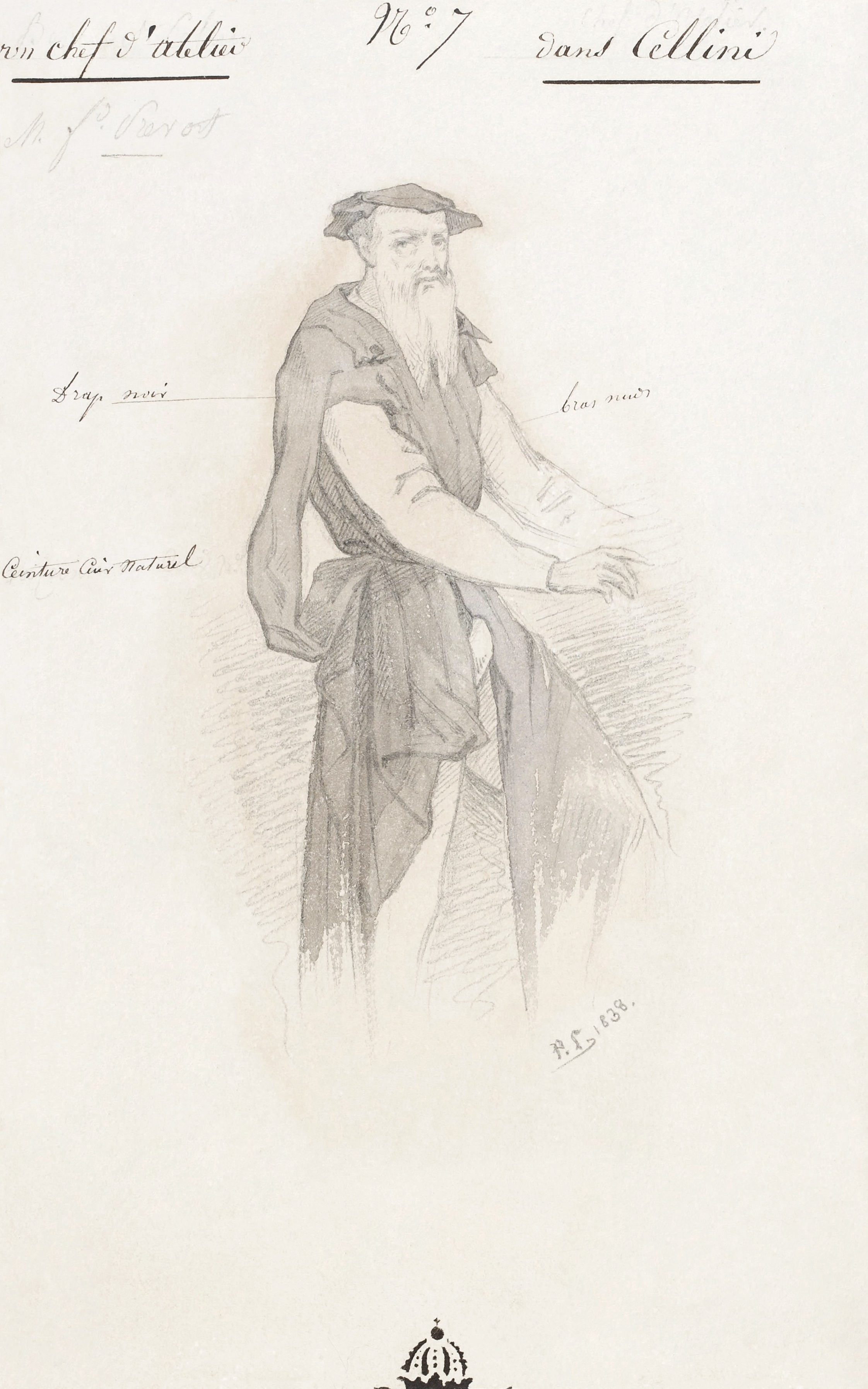
フェルディナンド(プレヴォスト)
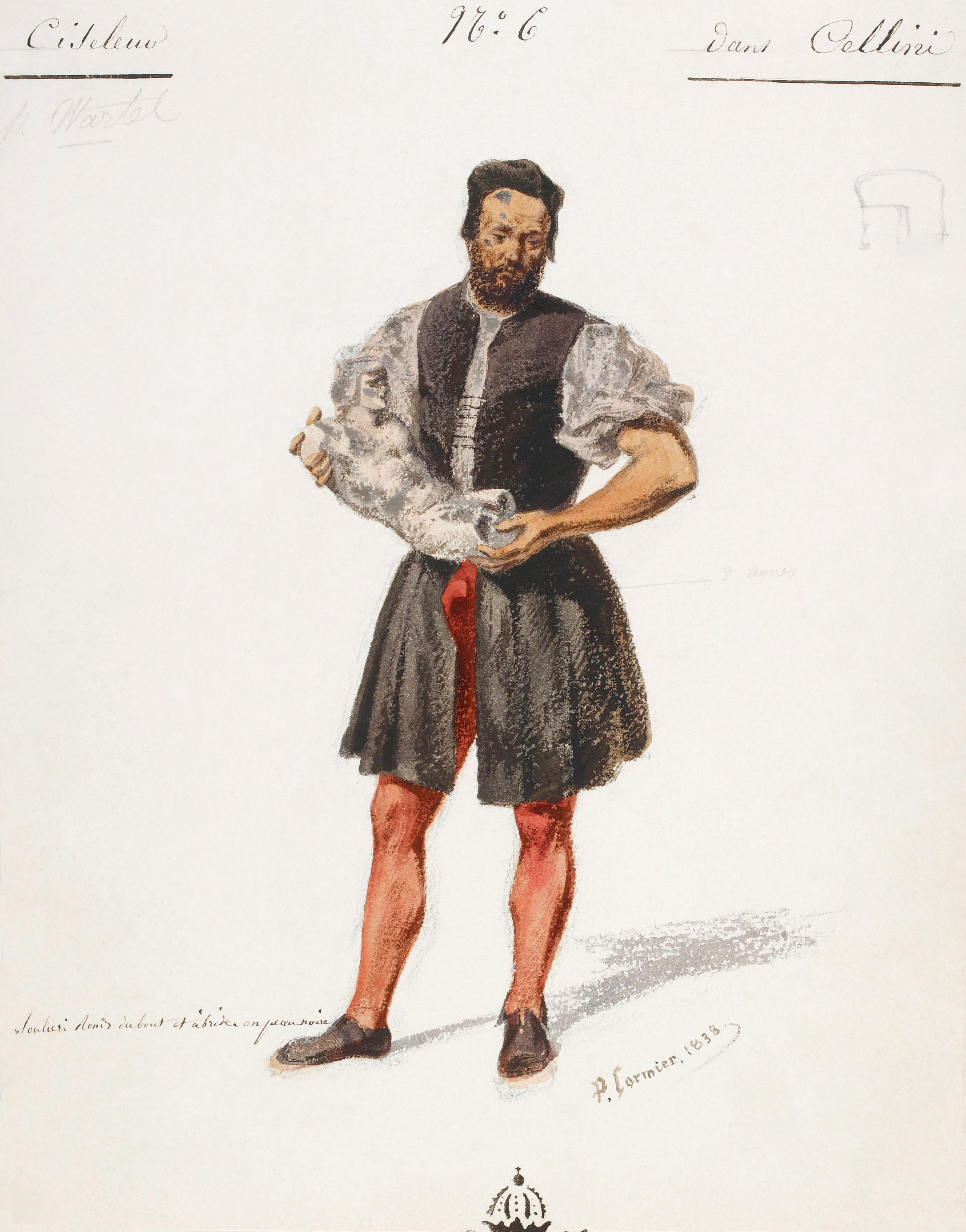
フランチェスコ (ワルテル)

## 録音
- アンタル・ドラティ指揮、BBC交響楽団およびBBC合唱団、歌手：リチャード・ルイス（チェッリーニ）、ジョーン・カーライル（テレーザ）、ジョン・キャメロン（フィエラモスカ）、ドン・ギャラード（バルドゥッチ）、ジョゼフィーヌ・ヴィージー（アスカーニオ）、ジョン・ケンティッシュ（宿屋の主人）、デイヴィッド・ワード（教皇）、ランケン・ブッシュバイ（ポンペーオ） 【MUSIC & ARTS】DENON 1964年ライブ録音、英語上演。
- ジョン・プリッチャード指揮、コヴェント・ガーデン王立歌劇場管弦楽団および合唱団、歌手：ニコライ・ゲッダ（チェッリーニ）、エリザベス・ヴォーン（テレーザ）、ロベール・マッサール（フィエラモスカ）、イヴォンヌ・ミントン（アスカーニオ）、ジョン・ドブソン（フランチェスコ）、ナポレオン・ビッソン（バルドゥッチ）、ヴィクター・ゴドフリー（ベルナルディーノ）、デイヴィッド・ワード（教皇）、ジュール・ブリュイエール（ポンペーオ） 【Gala】1966年12月録音。
- 小澤征爾指揮、ローマRAI管弦楽団および合唱団、歌手：フランコ・ボニソッリ（チェッリーニ）、テレサ・ツィリス・ガラ（テレーザ）、ヴォルフガング・ブレンデル（フィエラモスカ）、エリザベート・シュタイナー（アスカーニオ）、ジーノ・シミンベルギ（フランチェスコ）、ピエール・トウ（バルドゥッチ）、ジェームズ・ローミス（ベルナルディーノ）、ロバート・アミス・エル・ハーゲ（教皇）、トマソ・フラスカティ（ポンペーオ） 【Opera d'Oro】1973年5月ライブ録音。
- コリン・デイヴィス指揮、BBC交響楽団およびコヴェント・ガーデン王立歌劇場合唱団、歌手：ニコライ・ゲッダ（チェッリーニ）、クリスティーヌ・エダ・ピエール（テレーザ）、ジャーヌ・ベルビエ（アスカーニオ）、ジュール・バスタン（バルドゥッチ）、ロベール・マッサール（フィエラモスカ）、ロジェ・ソワイエ（教皇）、デレク・ブラックウェル（フランチェスコ）、ロバート・ロイド（ベルナルディーノ）、ライムンド・ヘリンクス（ポンペーオ）、ユーグ・キュエノー（宿屋の主人）、ジャニーヌ・レイス（コロンビーヌ） 【フィリップス】1972年録音(1972年度グラミー賞ベスト・オペラ・レコード部門受賞）[24]
- サラ・コールドウェル指揮、オペラ・カンパニー・オブ・ボストン、歌手：ジョン・ヴィッカース（チェッリーニ）、パトリシア・ウェルズ（テレーザ）、ジョン・リアドン（フィエラモスカ）、ナンシー・ウィリアムズ（アスカーニオ）、ジョーイ・エヴァンス（フランチェスコ）、ジーミ・ベニ（バルドゥッチ）、ラルフ・グリフィン（ベルナルディーノ）、ドナルド・グラム （教皇）、ラルフ・グリフィン（ポンペーオ） 【VAI Audio】1975年録音、英語上演。
- ロジャー・ノリントン指揮、シュトゥットガルト放送交響楽団およびライプツィヒMDR放送合唱団、歌手：ブルース・フォード（チェッリーニ）、ローラ・クレイコンブ（テレーザ）、モニカ・グロープ（アスカーニオ）、フランツ・ハヴラタ（バルドゥッチ）、クリストファー・モルトマン（フィエラモスカ）、ラルフ・ルーカス（教皇）、エッケハルト・ワーグナー（宿屋の主人）、ヨハネス・カム（フランチェスコ）、ライハオルト・マイアー（ベルナルディーノ） 【Hänssler Classic】2003年9月録音。
- ジョン・ネルソン指揮、フランス国立管弦楽団及びフランス放送合唱団、歌手：グレゴリー・クンデ（チェッリーニ）、パトリツィア・チョーフィ（テレーザ）、ジョイス・ディ・ドナート（アスカーニオ）、ローラン・ナウリ（バルドゥッチ）、ジャン・フランソワ・ラポワント（フィエラモスカ）、ルノー・ドレーグ（教皇）、エリック・サルア（フランチェスコ）、マルク・モイヨン（ベルナルディーノ）、ロマン・ネデルク（ポンペーオ）、エリック・ユシェ（宿屋の主人） 【ヴァージン・クラシックス】2003年12月録音。（新ベルリオーズ全集によるパリ第1版）
- ジェームズ・レヴァイン指揮、メトロポリタン歌劇場管弦楽団および合唱団、歌手：マルチェロ・ジョルダーニ（チェッリーニ）、イザベル・ベイラクダリアン（テレーザ）、ロバート・ロイド（教皇）、クリスティーヌ・ジェプソン（アスカーニオ）、ジョン・デル・カルロ（バルドゥッチ）、ピーター・コールマン・ライト（フィエラモスカ） 【デッカ】2003年12月27日ライブ録音。ジェイムズ・レヴァイン メトロポリタン歌劇場デビュー40周年記念セット（32CD）≪Celebrating 40 Years at the Met≫ ASIN: B00443RME6。
- コリン・デイヴィス指揮、ロンドン交響楽団およびロンドン交響楽団合唱団、歌手：グレゴリー・クンデ（チェッリーニ）、ローラ・クレイコンブ（テレーザ）、イザベル・カルス（アスカーニオ）、ダレン・ジェフリー（バルドゥッチ）、ピーター・コールマン・ライト（フィエラモスカ）、ジョン・レライア（教皇）、アンドルー・ケネディ（フランチェスコ）、アンドルー・フォスター・ウィリアムズ（ベルナルディーノ）、ジャック・インブライロ（ポンペーオ）、アラスデア・エリオット（宿屋の主人） 【LSO Live】2007年6月録音。
- ヴァレリー・ゲルギエフ指揮、ウィーン・フィルハーモニー管弦楽団及びウィーン国立歌劇場合唱団、演出・美術：フィリップ・シュテルツル、歌手：ブルクハルト・フリッツ（チェッリーニ）、マイヤ・コヴァレフスカ（テレーザ）、ローラン・ナウリ（フィエラモスカ）、ブリンドリー・シャラット（バルドゥッチ）、ミハイル・ペトレンコ（教皇）、ケイト・オルドリッチ（アスカーニオ）、アダム・プラチェトカ（ポンペーオ）、グザヴィエ・マス（フランチェスコ）、ロベルト・タリアヴィーニ（ベルナルディーノ）、スン・ケン・パク（宿屋の主人) 【Naxos Blu-ray/DVD】2007年8月10日 ザルツブルク音楽祭ライブ録画。
- マーク・エルダー 指揮、ロッテルダム・フィルハーモニー管弦楽団 及びオランダ国立歌劇場合唱団、演出：テリー・ギリアム、レアー・ホウスマン、歌手：ジョン・オズボーン（チェッリーニ）、マリアンジェラ・シチリア（テレーザ）、ローラン・ナウリ（フィエラモスカ）、オルリン・アナスタソフ（教皇）、マウリツィオ・ムラーロ（バルドゥッチ）、ミシェル・ロジエ（アスカーニオ）、マルセル・ベークマン（居酒屋の主人）、オルリン・アナスタソフ（教皇クレメンス7世）ニッキー・スペンス（フランチェスコ）、スコット・コナー（ベルナルディーノ）、アンドレ・モルシュ（ポンペーオ）【Naxos Blu-ray/DVD】 2015年5月ライブ録画。

## 関連作品
- 序曲『ローマの謝肉祭』 - 第2幕の前奏曲として作曲（下記でも出版）
  - 冒頭序曲も、オイレンブルク・スコアの日本版（ヒュー･マクドナルド解説、遠山菜穂美訳、全音楽譜出版社）がある
- ヴァイオリンと管弦楽のための『夢とカプリッチョ』 - オペラのアリアからの引用
- 『トロイアの人々 』
- 『ベアトリスとベネディクト』
- 『アスカニオ（英語版）』（Ascanio）（1890年）：カミーユ・サン＝サーンスによるグランド・オペラ。同じくベンヴェヌート・チェッリーニを主人公とする。